# Wiel (voortbeweging)

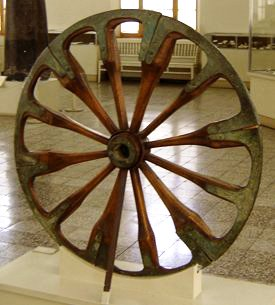
Een wiel met spaken, tentoongesteld in het Iraans Nationaal Museum. Dit wiel dateert uit het tweede millennium voor Christus en is gevonden te Chogha Zanbil

Een wiel is een cilindrisch dan wel torusvormig object (doorgaans gefaciliteerd door spaken) dat samen met een as voor lage weerstand zorgt bij het voortrollen. Kenmerkend voor het wiel is dat het als vorm van voortbeweging twee losse delen nodig heeft met daartussen een lager, iets wat in de natuur alleen bij bepaalde prokaryoten voorkomt.
Bij voortbeweging van een object op wielen kan onderscheid gemaakt worden tussen wielen die voor aandrijving (tractie) zorgen (bijvoorbeeld door een motor, of door spierkracht van een rolstoelgebruiker) en wielen waarbij dat niet het geval is (bijvoorbeeld alle wielen van een handkar en vaak sommige wielen van een auto). De aandrijving gebeurt dan bijvoorbeeld door degene die de kar duwt of trekt, door andere wielen, of (bij een helling naar beneden) door de zwaartekracht. Bij uitschakelen of wegvallen van de aandrijving kan het object op wielen nog wel uitrollen.
Verder kan onderscheid gemaakt worden tussen wielen met de as in een vaste stand ten opzichte van het object, wielen die de voortbewegingsrichting van het object kunnen sturen (zoals bij de voorwielen van een auto en het voorwiel van een fiets) en die door de voortbewegingsrichting van het object de daarvoor geschikte stand aannemen (zoals bij zwenkwielen).

## Geschiedenis

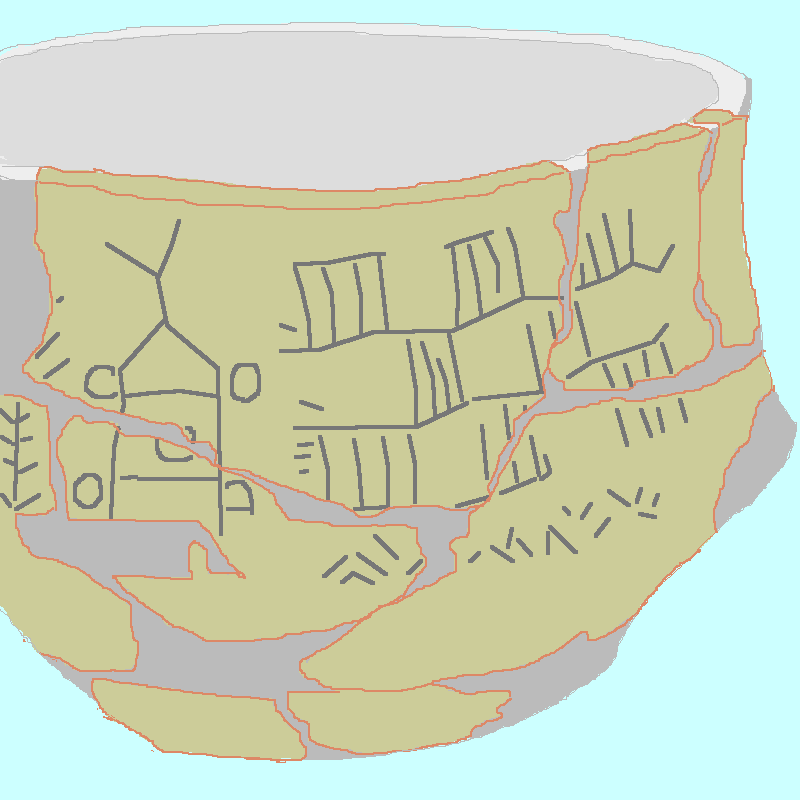
Trechterbeker van Bronocice: Een wagen met een soort weg

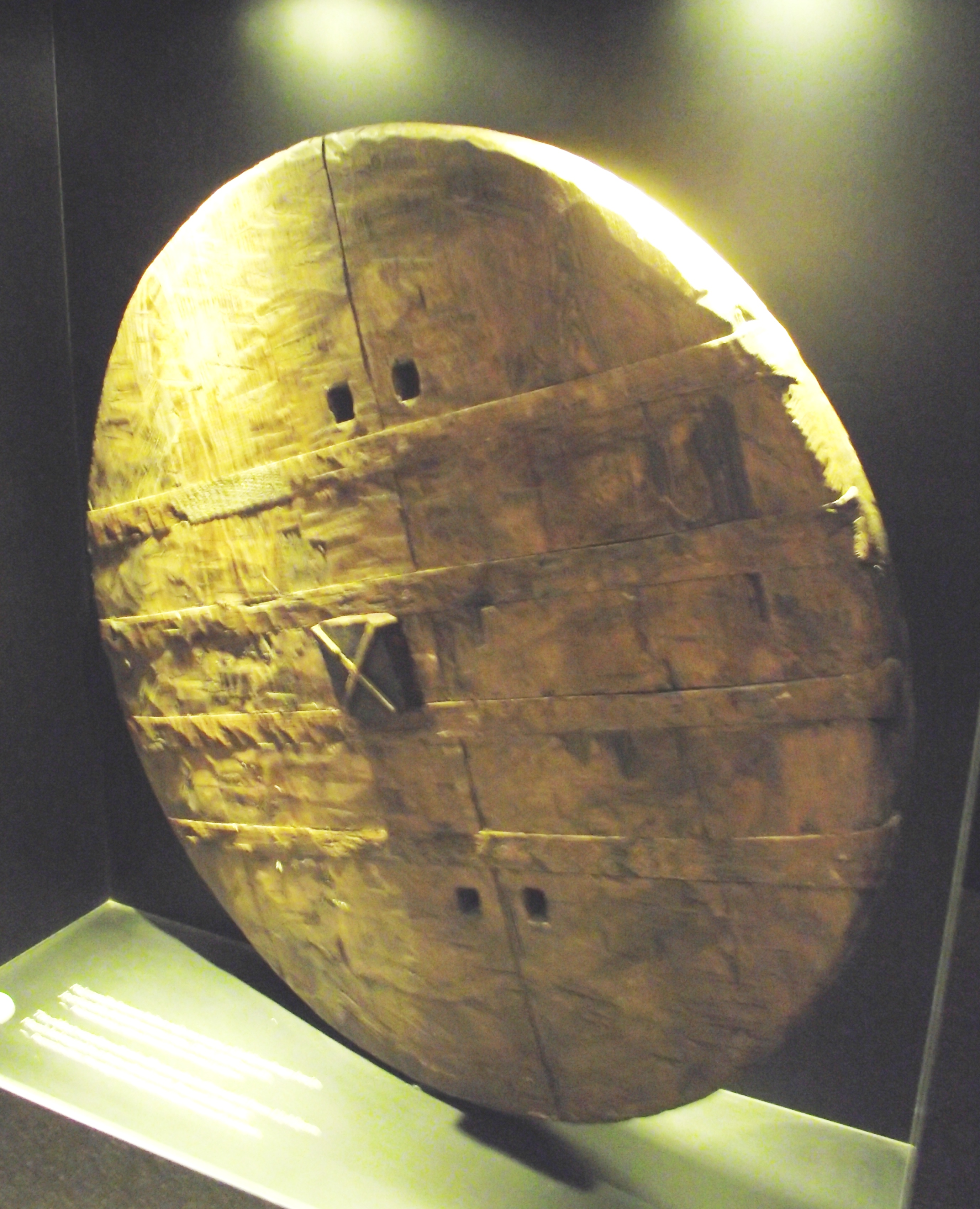
Reconstructie van het wiel van Stare gmajne met meedraaiende as

De mens heeft het wiel ontwikkeld om het verplaatsen van voorwerpen, en later het transport in het algemeen, te vereenvoudigen. Het is een van de weinige elementaire uitvindingen die zuiver menselijk zijn. Vuur en elektriciteit bijvoorbeeld heeft de mens niet uitgevonden maar zelf leren maken en gebruiken.
De uitvinding van het wiel gaat terug tot de nieuwe steentijd. Daarvoor waren er nog verplaatsingen op boomstammen die onder een voorwerp door rolden. Telkens als ze aan het einde onder het te transporteren materiaal vandaan kwamen, werden ze weer vooraan gelegd. Hieruit ontstond het idee om de balk te reduceren tot een as die draaibaar verbonden was aan het casco dat men baseerde op een slee, met aan de uiteinden grotere schijven (wielen) die met de as meedraaiden. Op die manier zijn de eerste karren en wagens als voertuig ontstaan. Later werd de as vast verbonden met het casco en liet men het wiel om de as draaien.
Vaak wordt aangenomen dat het wiel door de Soemeriërs zou zijn ontwikkeld. Een recenter representatief overzicht van de oudste wielvondsten suggereert echter dat de ontwikkeling van idee naar speelgoedwieltjes tot echt vervoermiddel zich door de eeuwen heen heeft ontwikkeld en verspreid. Het wiel zou bijvoorbeeld ook kunnen zijn uitgevonden door de Oer-Indo-Europeanen. De uitvinding gaat terug tot ca. 3500 v.Chr. Wagens met primitieve wielen verspreidden zich binnen enkele eeuwen over het grootste deel van Europa en Zuidwest-Azië. Bij Boleráz in de Karpaten, een belangrijke archeologische vindplaats, zijn meer dan 150 kleischalen gevonden uit ca. 3600 v.Chr. met afbeeldingen van "rollend transport", kopererts dat vanuit de bergen wordt aangevoerd. Aangenomen wordt, dat de Boleráz-cultuur een van de plaatsen is, waar de ontwikkeling van boomstam tot wiel heeft plaatsgevonden.
Mesopotamische en Egyptische pottenbakkers gelden als de eersten die het wiel als pottenbakkersschijf bij het maken van aardewerk hebben toegepast. Een bij de Mesopotamische stad Uruk in het hedendaagse Irak gevonden stenen pottenbakkersschijf is gedateerd op ongeveer 3129 v.Chr., maar in hetzelfde gebied zijn fragmenten van op een draaischijf gemaakt aardewerk van een nog vroegere datum gevonden.
Een aardewerken beeldje van een os met vier wielen uit de Cucutenicultuur is gedateerd op 3950 tot 3650 v.Chr.
De eerste vondsten van wagens of afbeeldingen daarvan dateren van rond 3500 v.Chr. uit uiteenlopende streken, uit landen rond de Alpen (wiel van Stare gmajne), Zuid-Polen (trechterbeker van Bronocice), de Noord-Kaukasus (Majkopcultuur, tegenwoordig in Rusland), Mesopotamië en het Indusgebied (Harappa). Ook onder de oudste vondsten zijn al tweeassige wagens.
Vaak ging de invoering van het wiel gepaard met het aanleggen van wegen, maar soms ook niet: het was afhankelijk van het terrein.

### Spaken
Al in de steentijd begon men het gewicht van het massieve wiel te verminderen door er gleuven of gaten in te maken. De spaak was een latere uitvinding uit de bronstijd en werd rond 2.000 vChr. op de Pontisch-Kaspische Steppe uitgevonden (Sintasjtacultuur). Met dit stevige en lichte spaakwiel bouwde men strijdwagens. De eerste spaakwielen hadden bronzen spaken, later werden ze van hout gemaakt. Wel bleef het lager met brons beslagen.

## Heden
Tegenwoordig zijn wielen in alle soorten, maten en kleuren niet meer weg te denken uit de maatschappij.
Wielen met vertanding kunnen elkaar via de tanden aandrijven; deze wielen heten dan ook tandwielen. Tandwielen maken het mogelijk de draairichting te veranderen; als het ene tandwiel linksom draait, draait het andere rechtsom. Door ze schuin of haaks op elkaar te plaatsen, hoeven de assen niet meer parallel te staan en door tandwielen te gebruiken van verschillend formaat wordt de beweging versneld dan wel vertraagd.

## Afbeeldingen

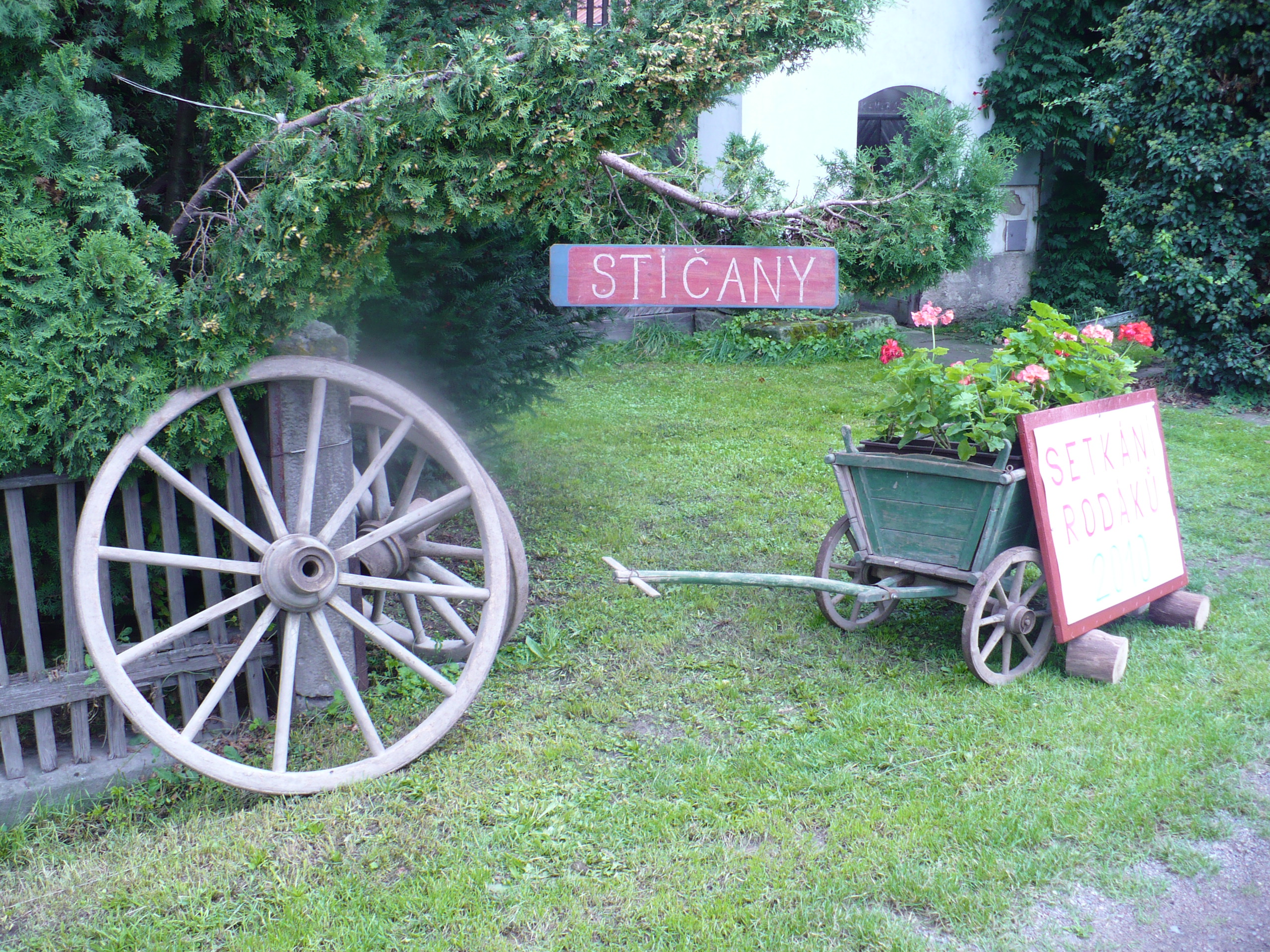
Oude karrenwielen worden soms gebruikt ter decoratie van een tuin of erf
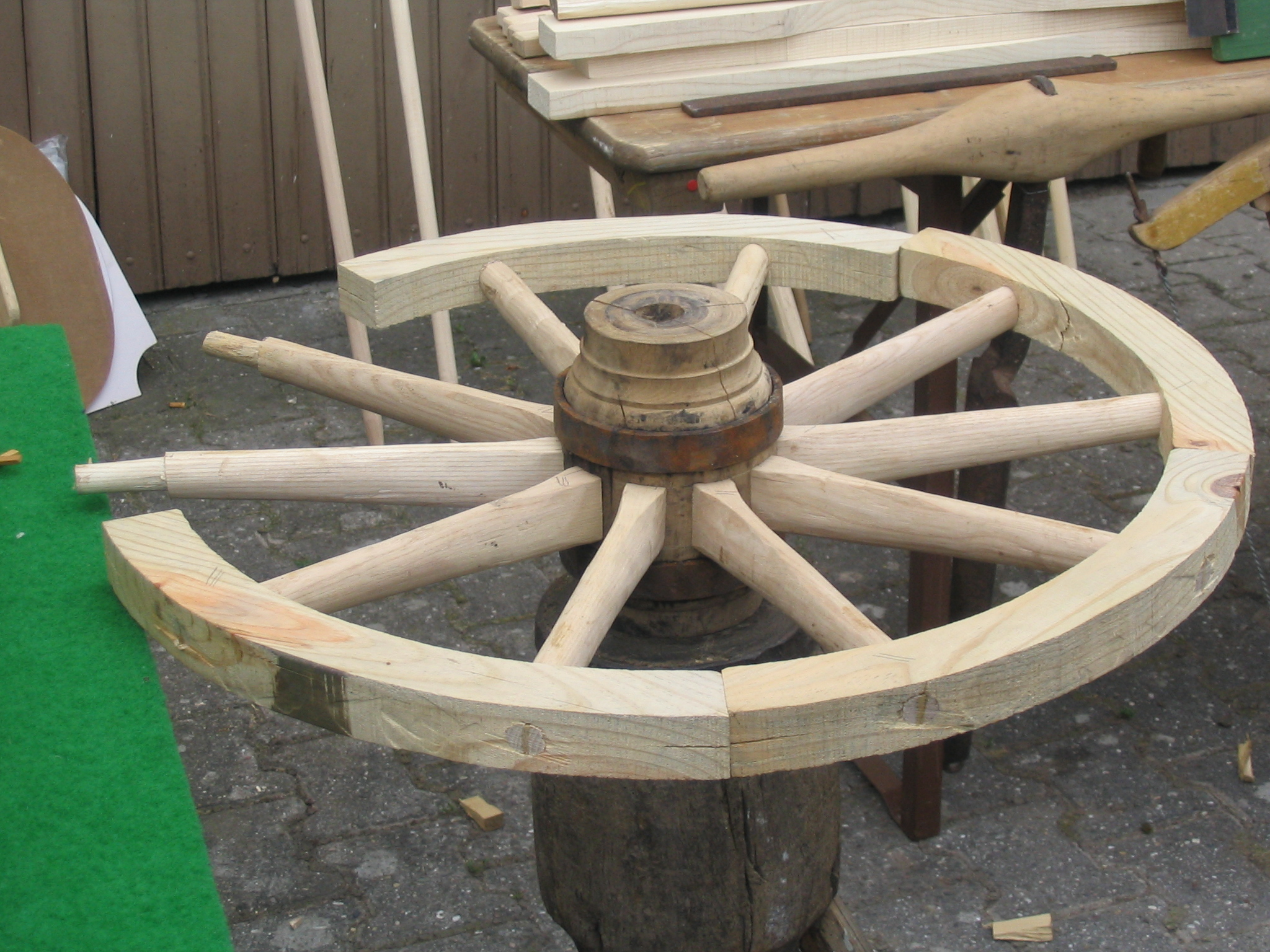
Vervaardiging van een wagenwiel
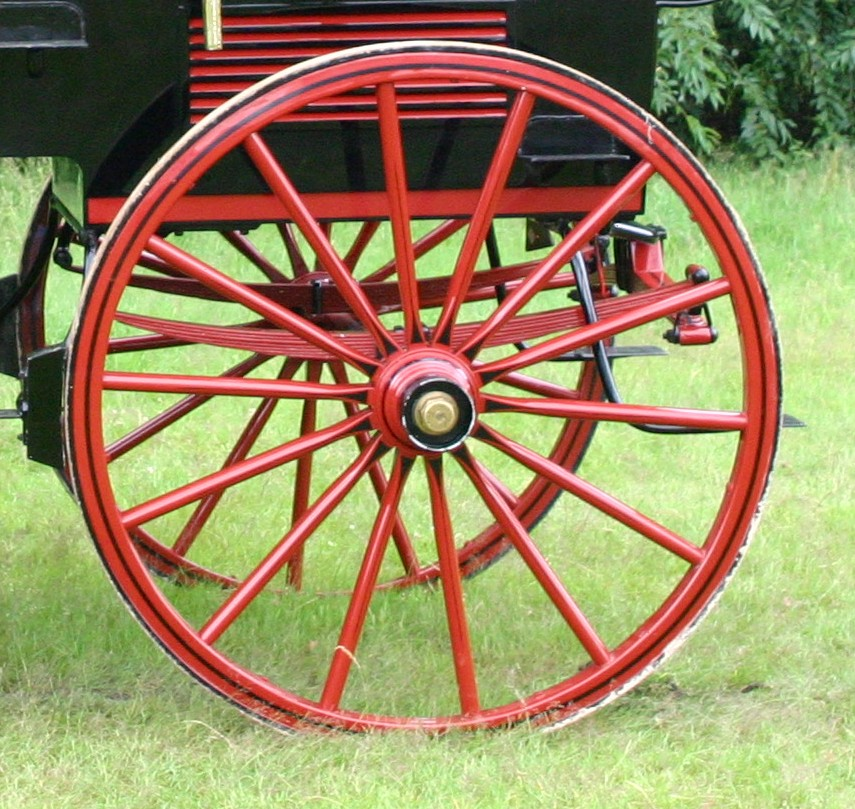
Wiel van een koets
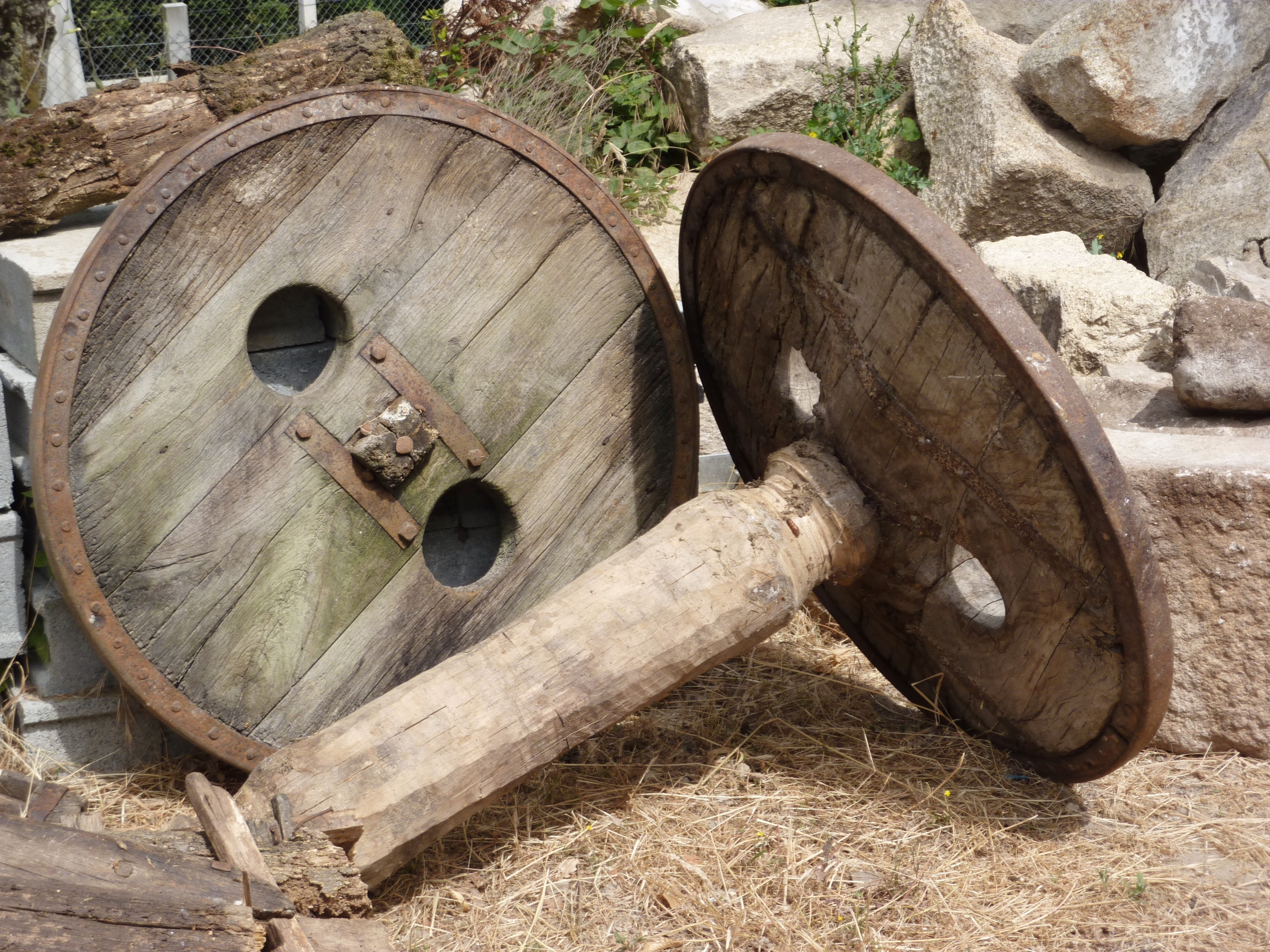
Keltische wielen van een ossenkar in Galicië

## Uitdrukkingen
- Het wiel opnieuw uitvinden – deze uitdrukking wordt gebruikt om aan te geven dat iemand een overbodige omweg neemt. Het is efficiënter gebruik te maken van vindingen en/of ervaringen uit het verleden dan op naïeve wijze alles zelf te willen ontdekken.
- Ergens een stokje voor steken – de uitdrukking is afkomstig van de 17e-eeuwse uitdrukking "een stok in het wiel steken" en wordt gebruikt om iemand te dwingen om te stoppen met een voorgenomen actie.
- Spaak lopen – in de begintijd hadden houten karrenwielen nog geen stalen band (of een wiel was zo rot, dat de stalen band er afgelopen was), daardoor versleet het wiel sneller en liep uiteindelijk op spaken, waardoor het wiel uit elkaar viel en men niet meer verder kon.
- Iemand in de wielen rijden – iemand dwarsbomen.
- In iemands wiel springen – een uitdrukking uit de wielersport; achter de tegenstander aan gaan.